# Pauline Parmentier
Pauline Parmentier (Cucq, 31 de Janeiro de 1986) é uma ex-tenista profissional francesa. Seu melhor ranking foi 40, em simples. Na mesma modalidade, conquistou 4 títulos de WTA. Fez parte do time campeão da Fed Cup em 2019.
Anunciou aposentadoria em 29/09/2020, após finalizar sua participação no Torneio de Roland Garros, onde, ao lado da compatriota Alizé Cornet, perdeu para Laura Siegemund e Vera Zvonareva, pela primeira fase de duplas.

## Finais

### Circuito WTA
| Categoria         | S   | D   | DM  |
| ----------------- | --- | --- | --- |
| Grand Slam        | 0–0 | 0–0 | 0–0 |
| Fim de temporada  | 0–0 | 0–0 | —   |
| Jogos Olímpicos   | 0–0 | 0–0 | 0–0 |
| Premier Mandatory | 0–0 | 0–0 | —   |
| Tier I            | 0–0 | 0–0 | —   |
| Premier 5         | 0–0 | 0–0 | —   |
| Premier           | 0–0 | 0–0 | —   |
| Tier II           | 0–0 | 0–0 | —   |
| International     | 2–0 | 0–1 | —   |
| Tier III, IV e V  | 2–0 | 0–0 | —   |

| Piso    | S   | D   | DM  |
| ------- | --- | --- | --- |
| duro    | 1–0 | 0–1 | 0–0 |
| saibro  | 2–0 | 0–0 | 0–0 |
| grama   | 0–0 | 0–0 | 0–0 |
| carpete | 1–0 | 0–0 | 0–0 |

#### Simples: 4 (4 títulos)
| Status | V–D | Data                   | Torneio                      | Cidade/país           | Categoria     | Piso              | Adversária        | Resultado     |
| ------ | --- | ---------------------- | ---------------------------- | --------------------- | ------------- | ----------------- | ----------------- | ------------- |
| Venceu | 4–0 | 16 de setembro de 2018 | Coupe Banque Nationale       | Quebec, Canadá        | International | carpete (coberto) | Jessica Pegula    | 7–5, 6–2      |
| Venceu | 3–0 | 29 de abril de 2018    | TEB BNP Paribas Istanbul Cup | Istambul, Turquia     | International | saibro            | Polona Hercog     | 6–4, 3–6, 6–3 |
| Venceu | 2–0 | 15 de julho de 2008    | Gastein Ladies               | Bad Gastein, Áustria  | Tier III      | saibro            | Lucie Hradecká    | 6–4, 6–4      |
| Venceu | 1–0 | 3 de outubro de 2007   | Tashkent Open                | Tashkent, Uzbequistão | Tier IV       | duro              | Victoria Azarenka | 7–5, 6–2      |

#### Duplas: 1 (1 vice)
| Status | V–D | Data           | Torneio           | Cidade/país            | Categoria     | Piso | Parceira     | Adversárias                    | Resultado |
| ------ | --- | -------------- | ----------------- | ---------------------- | ------------- | ---- | ------------ | ------------------------------ | --------- |
| Perdeu | 0–1 | Agosto de 2011 | Texas Tennis Open | Dallas, Estados Unidos | International | duro | Alizé Cornet | Alberta Brianti Sorana Cîrstea | 5–7, 3–6  |

### Circuito WTA 125K

#### Duplas: 1 (1 vice)
| Status | V–D | Data             | Torneio               | Cidade/país     | Piso           | Parceira     | Adversárias                      | Resultado |
| ------ | --- | ---------------- | --------------------- | --------------- | -------------- | ------------ | -------------------------------- | --------- |
| Perdeu | 0–1 | Novembro de 2017 | Engie Open de Limoges | Limoges, França | duro (coberto) | Chloé Paquet | Valeria Savinykh Maryna Zanevska | 0–6, 2–6  |

### Circuito ITF

#### Simples: 25 (10 títulos, 15 vices)
| Status | V–D   | Data              | Cidade/país                       | Categoria | Piso           | Adversária               | Resultado      |
| ------ | ----- | ----------------- | --------------------------------- | --------- | -------------- | ------------------------ | -------------- |
| Venceu | 10–15 | Julho de 2016     | Contrexéville, França             | 100.000   | saibro         | Océane Dodin             | 6–1, 6–1       |
| Perdeu | 9–15  | Abril de 2016     | Croissy-Beaubourg, França         | 50.000    | duro (coberto) | Ivana Jorović            | 1–6, 6–4, 4–6  |
| Perdeu | 9–14  | Novembro de 2015  | Poitiers, França                  | 100.000   | duro (coberto) | Monica Niculescu         | 5–7, 2–6       |
| Venceu | 9–13  | Junho de 2015     | Essen, Alemanha                   | 25.000    | saibro         | Viktorija Golubic        | 3–6, 7–64, 6–3 |
| Perdeu | 8–13  | Junho de 2015     | Marselha, França                  | 100.000   | saibro         | Monica Niculescu         | 2–6, 5–7       |
| Perdeu | 8–12  | Maio de 2014      | Saint-Gaudens, França             | 50.000    | saibro         | Danka Kovinić            | 1–6, 2–6       |
| Perdeu | 8–11  | Abril de 2014     | Edgbaston, Reino Unido            | 25.000    | duro (coberto) | Çağla Büyükakçay         | 4–6, 6–2, 2–6  |
| Perdeu | 8–10  | Fevereiro de 2014 | Nottingham, Reino Unido           | 25.000    | duro (coberto) | Ekaterina Byckova        | 0–3, ab.       |
| Venceu | 8–9   | Fevereiro de 2014 | Grenoble, França                  | 25.000    | duro (coberto) | Anastasiya Vasylyeva     | 2–6, 6–0, 6–4  |
| Perdeu | 7–9   | Setembro de 2013  | Saint-Malo, França                | 25.000    | saibro         | Teliana Pereira          | 2–6, 1–6       |
| Perdeu | 7–8   | Setembro de 2013  | Mont-de-Marsan, França            | 25.000    | saibro         | Teliana Pereira          | 1–6, 4–6       |
| Perdeu | 7–7   | Junho de 2012     | Marselha, França                  | 100.000   | saibro         | Lourdes Domínguez Lino   | 3–6, 3–6       |
| Venceu | 7–6   | Julho de 2011     | Biarritz, França                  | 100.000   | saibro         | Patricia Mayr-Achleitner | 1–6, 6–4, 6–4  |
| Venceu | 6–6   | Junho de 2011     | Marselha, França                  | 100.000   | saibro         | Irina-Camelia Begu       | 6–3, 6–2       |
| Perdeu | 5–6   | Maio de 2011      | Cagnes-sur-Mer, França            | 100.000   | saibro         | Sorana Cîrstea           | 7–65, 2–6, 2–6 |
| Perdeu | 5–5   | Outubro de 2010   | Poitiers, França                  | 100.000   | duro (coberto) | Sofia Arvidsson          | 2–6, 46–7      |
| Perdeu | 5–4   | Julho de 2010     | Cuneo, Itália                     | 100.000   | saibro         | Romina Oprandi           | 0–6, 2–6       |
| Venceu | 5–3   | Outubro de 2009   | Saint Raphaël, França             | 50.000    | duro (coberto) | Sandra Záhlavová         | 7–64, 6–2      |
| Perdeu | 4–3   | Outubro de 2009   | Barnstaple, Reino Unido           | 50.000    | duro (coberto) | Johanna Larsson          | 2–6, 2–6       |
| Venceu | 4–2   | Julho de 2007     | Pétange, Luxemburgo               | 75.000    | saibro         | Martina Müller           | 6–1, 6–4       |
| Venceu | 3–2   | Abril de 2007     | Biarritz, França                  | 25.000    | saibro         | Selima Sfar              | 6–2, 6–4       |
| Venceu | 2–2   | Janeiro de 2007   | Fort Walton Beach, Estados Unidos | 25.000    | duro           | Jana Juricová            | 6–4, 6–3       |
| Perdeu | 1–2   | Julho de 2006     | Périgueux, França                 | 25.000    | saibro         | Yevgenia Savransky       | 6–1, 36–7, 2–6 |
| Perdeu | 1–1   | Dezembro de 2004  | Cairo, Egito                      | 10.000    | saibro         | Galina Fokina            | 4–6, 3–6       |
| Venceu | 1–0   | Dezembro de 2004  | Cairo, Egito                      | 10.000    | saibro         | Yuliya Ustyuzhanina      | 6–1, 6–1       |

#### Duplas: 5 (3 títulos, 2 vices)
| Status | V–D | Data             | Cidade/país           | Categoria | Piso             | Parceira              | Adversárias                              | Resultado        |
| ------ | --- | ---------------- | --------------------- | --------- | ---------------- | --------------------- | ---------------------------------------- | ---------------- |
| Venceu | 3–2 | Março de 2015    | Campinas, Brasil      | 25.000    | saibro           | Olivia Rogowska       | Andrea Gámiz Paula Cristina Gonçalves    | 7–5, 4-6, [10–8] |
| Perdeu | 2–2 | Julho de 2009    | Contrexéville, França | 50.000    | saibro           | Stéphanie Cohen-Aloro | Yvonne Meusburger Kathrin Wörle-Scheller | 2–6, 2–6         |
| Venceu | 2–1 | Novembro de 2004 | Cairo, Egito          | 10.000    | saibro           | Petra Cetkovská       | Galina Fokina Raissa Gourevitch          | 6–4, 6–2         |
| Venceu | 1–1 | Novembro de 2003 | Deauville, França     | 25.000    | saibro (coberto) | Aurélie Védy          | Maria Geznenge Zuzana Hejdová            | 5–7, 6–2, 6–1    |
| Perdeu | 0–1 | Julho de 2003    | Le Touquet, França    | 10.000    | saibro           | Mandy Minella         | Natacha Randriantefy Aurélie Védy        | 2–6, 2–6         |